# Lia Manoliu
Lia Manoliu, coniugata Raica (Chișinău, 25 aprile 1932 – Bucarest, 9 gennaio 1998), è stata una discobola rumena, vincitrice della medaglia d'oro alle Olimpiadi di Città del Messico 1968.

## Biografia
Lia Manoliu partecipò a sei edizioni dei Giochi, vincendo medaglie in tre occasioni. La sua prima esperienza fu a Helsinki 1952, quando fu sesta con un lancio di 42,64 m.
Aumentò la gittata quattro anni dopo a Melbourne, con 43,90m per un nono posto finale. A Roma 1960 era in testa dopo il primo lancio di 52,36m, e nonostante non fosse poi riuscita a migliorarlo, le fu sufficiente per agguantare una medaglia di bronzo. Ai Giochi 1964 a Tokyo la Manioliu realizzò al quinto tentativo un 56,96m che la fece salire al terzo posto finale.
Nell'inverno 1967-68 la federazione di atletica rumena informò la trentacinquenne Manoliu che era troppo anziana per partecipare ad un'altra Olimpiade e che era esclusa dai campi di allenamento federali. Questo aumentò molto la sua determinazione e dopo mesi di allenamento solitario riuscì comunque a qualificarsi ai Giochi. In Messico si presentò con il braccio di lancio infortunato e il medico di squadra le diagnosticò la possibilità di fare solamente un buon lancio. Questo fu sufficiente: con 58,28m alla prima prova, vinse la medaglia d'oro. Stabilì il nuovo record di longevità diventando l'atleta più matura a vincere un titolo olimpico nell'atletica leggera: 36 anni e 6 mesi.
La sua ultima esperienza olimpica fu Monaco 1972, dove fu nona.
È morta per un attacco cardiaco nel gennaio del 1998, dopo essere caduta in coma durante un intervento chirurgico per un tumore al cervello la settimana prima. Fu sepolto al cimitero Bellu.
Dopo la sua morte, a Bucarest le è stato intitolato lo Stadio Nazionale.

## Palmarès
| Anno | Manifestazione | Sede              | Evento           | Risultato | Misura | Note            |
| ---- | -------------- | ----------------- | ---------------- | --------- | ------ | --------------- |
| 1952 | Olimpiadi      | Helsinki          | Lancio del disco | 6ª        | 42,64  |                 |
| 1956 | Olimpiadi      | Melbourne         | Lancio del disco | 9ª        | 43,90  |                 |
| 1960 | Olimpiadi      | Roma              | Lancio del disco | Bronzo    | 52,36  |                 |
| 1964 | Olimpiadi      | Tokyo             | Lancio del disco | Bronzo    | 56,96  |                 |
| 1968 | Olimpiadi      | Città del Messico | Lancio del disco | Oro       | 58,28  | Record olimpico |
| 1969 | Europei        | Atene             | Lancio del disco | 4ª        | 57,38  |                 |
| 1972 | Olimpiadi      | Monaco            | Lancio del disco | 9ª        | 58,50  |                 |